# 土井杏南
土井 杏南（どい あんな、1995年8月24日 - ）は、日本の陸上競技選手。専門は短距離走。100Mの日本高校記録保持者、元日本中学記録保持者。

## 来歴
1995年8月24日、東京都生まれ、陸上競技は小学校5年生から始めた。小学1年時には運動会で2位に20mの差をつけてゴールした。きっかけは4年生の時に全国小学生陸上競技交流大会をテレビで目にし、出場したいと考えたことだったという。小学校6年時に長居陸上競技場で開催された第23回全国小学生陸上競技交流大会に出場し、6年生女子100m走で13秒08のタイムで2位に入っている。しかし、1位との差が0秒02だったことでさらに陸上競技に力を入れることになる。

### 2009年
埼玉県朝霞市立朝霞第一中学校2年時に出場した第36回全日本中学校陸上競技選手権大会の女子100mで11秒89のタイムを出して優勝、400mリレー（4×100mリレー）でも朝霞第一中学校チームのアンカーを務め、47秒30の中学新記録で優勝した。

### 2010年
第37回全日本中学校陸上競技選手権大会で、女子100mで11秒61の中学新記録（当時）を出して前年に続いて連覇、400mリレーでも朝霞第一中学校チームのアンカーを務めて48秒38のタイムでこちらも連覇を果たした。なおこの時樹立した女子100mの中学記録は14年後の2024年まで破られなかった。この大会で右足親指の付け根を疲労骨折した。

### 2011年
春に陸上の名門である埼玉栄高等学校に進学。1年時には第64回全国高等学校総合体育大会陸上競技大会女子100mで11秒88、日本ジュニア・ユース陸上競技選手権大会女子ユース100mで11秒93、第66回国民体育大会（山口国体）陸上競技少年女子B100mでは11秒68で優勝する など、高校三冠を達成。また第95回日本陸上競技選手権大会（熊谷スポーツ文化公園陸上競技場）で初めてシニア大会に出場、女子100m決勝に進出して福島千里、髙橋萌木子、北風沙織らと同走して11秒82で4位に入っている。

### 2012年
2月4日に大阪城ホールで開催された日本・中華台北交流ジュニア室内兼日本ジュニア室内陸上競技大阪大会女子60mの予選で7秒40のタイムをマークし、北田敏恵と伊藤佳奈恵が持つ室内日本記録タイ（当時）を樹立し、決勝でも7秒47のタイムで優勝した。
高校2年に進級後、初の大会となった4月29日の織田幹雄記念国際陸上競技大会（広島広域公園陸上競技場）グランプリ種目の女子100mに出場、予選で11秒53、A決勝で11秒50をマーク、高校の先輩でもある高橋萌木子が保持していた高校日本記録を続けて更新 すると、5月6日のゴールデングランプリ川崎（川崎市等々力陸上競技場）ではシニア国際大会初出場、女子100mではアリソン・フェリックス（ アメリカ合衆国）、福島千里と同走し、11秒67で6位に入った。
5月13日には埼玉県高校総合体育大会陸上競技大会（熊谷スポーツ文化公園陸上競技場）女子100m準決勝で自らの記録を更新する11秒43の高校日本記録を更新した。
6月9日、ロンドンオリンピック日本代表選考会となった第96回日本陸上競技選手権大会（長居陸上競技場）女子100mでは予選で11秒47のタイムで全体1位となって決勝進出、決勝で好スタートから70mまで首位を走り、ゴール前で福島千里に抜かれ優勝は逃したが11秒51で2位となった。同7月3日、女子4×100mリレー日本代表のロンドンオリンピック出場が決定したことを受け、日本陸上競技連盟により代表の一員に選出された。
8月9日、ロンドンオリンピックにて女子4×100mリレー予選第1組に第1走者として出場し、日本陸上界で戦後最年少オリンピック出場選手となった。レースでは、土井と第2走者の市川華菜の間の詰まりを含め複数のバトンミスが起こり、44秒25の8位となり、予選通過を果たすことは出来なかった。

### 2013年
高校3年時では腰痛を発症した影響 でシーズンを通して調子が上がらない状態が続いたが、それでも第66回全国高等学校総合体育大会陸上競技大会（大分スポーツ公園総合競技場（大分銀行ドーム）)女子100m決勝では11秒70のタイムで優勝するなど五輪選手の貫禄を示した。第68回国民体育大会（スポーツ祭東京2013、東京国体）では埼玉県代表として少年女子100mAに出場、11秒78で優勝した。そして東京国体終了後には「理解のある良い指導者の先生がおられる」ということから、大東文化大学へ進学する意思を表明した。

### 2014年
4月、大東文化大学に入学。大学ではスポーツ・健康科学部スポーツ科学科で学ぶ。
5月3日、アジア大会（韓国・仁川）代表選考会を兼ねた陸上の日本グランプリシリーズ第４戦（静岡エコパスタジアム）にて、200mの自己新記録を記録し、日本人最高の4位に入賞した。日本陸上では100mに出場し2位に入賞し、アジア大会代表（100m、4×100mR）が内定した。また、この結果を受けて世界ジュニア選手権の日本代表（100m、200m、4×100mR）にも選出された。世界ジュニア選手権は個人種目こそ100m準決勝・200m予選敗退に終わったが、2走を務めた4×100mリレーでは6位入賞を果たし、1992年大会と並ぶ過去最高成績を記録した。世界ジュニア選手権から約1ヵ月後の8月23日、国体に向けたリレーの練習中に左内側ハムストリングの肉離れを起こし、全治2ヶ月で人生初の松葉杖生活を送ることになり、アジア大会は辞退となった。

### 2018年
日本航空（JAL）に入社。

### 2019年
4月の織田幹雄記念国際陸上競技大会の100mに11秒64で3位入賞すると、6月の第103回日本陸上競技選手権大会では11秒72で2位、9月の全日本実業団対抗陸上競技選手権では11秒74で優勝した。

### 2020年
8月に左大腿二頭筋に肉離れを起こして9月まで練習ができず、10月1日の第104回日本陸上競技選手権大会100mでは12秒67の記録で予選落ちとなった。

## 人物
埼玉県朝霞市育ち。父母ともに体育大学出身であった。兄は元サッカー選手の土井拓斗。小学校1年生から4年間は空手を習っていた。

## 主な成績

### 100m
| 年   | 大会                                 | 場所       | 結果       | 記録   | 風速 | 備考                                 |
| ---- | ------------------------------------ | ---------- | ---------- | ------ | ---- | ------------------------------------ |
| 2006 | 第22回全国小学陸上                   | 東京都     | 予選敗退   | 14秒96 | 0.0  | 3組7着                               |
| 2007 | 第23回全国小学陸上                   | 大阪市     | 2位        | 13秒08 | -0.7 |                                      |
| 2008 | 第35回全国中学陸上                   | 新潟市     | 予選敗退   |        |      |                                      |
| 2008 | 第39回ジュニアオリンピック           | 横浜市     | 2位        | 12秒47 | +0.3 |                                      |
| 2009 | 第36回全国中学陸上                   | 大分市     | 優勝       | 11秒89 | +1.0 |                                      |
| 2009 | 第40回ジュニアオリンピック           | 横浜市     | 準決勝棄権 | DNS    |      |                                      |
| 2010 | 第37回全国中学陸上                   | 鳥取市     | 優勝       | 11秒61 | +0.8 | 中学日本記録（当時、現歴代2位）      |
| 2011 | 第95回日本選手権                     | 熊谷市     | 4位        | 11秒82 | -0.6 | 同着                                 |
| 2011 | 第7回世界ユース選手権                | リール     | 準決勝敗退 | 12秒24 | -1.3 | 1組3着                               |
| 2011 | 第64回インターハイ                   | 北上市     | 優勝       | 11秒88 | -1.0 |                                      |
| 2011 | 第66回国民体育大会                   | 山口市     | 優勝       | 11秒68 | -0.6 | 準決勝：11秒67（+1.6、大会記録）     |
| 2011 | 第5回日本ユース選手権                | 名古屋市   | 優勝       | 11秒93 | -2.2 |                                      |
| 2012 | 第46回織田記念                       | 広島市     | 3位        | 11秒50 | +0.3 | 高校日本記録                         |
| 2012 | ゴールデングランプリ                 | 川崎市     | 6位        | 11秒67 | +0.1 |                                      |
| 2012 | 第96回日本選手権                     | 大阪市     | 2位        | 11秒51 | 0.0  |                                      |
| 2012 | 第67回国民体育大会                   | 岐阜市     | 優勝       | 11秒72 | -0.3 |                                      |
| 2012 | 第6回日本ユース選手権                | 名古屋市   | 優勝       | 11秒71 | -0.6 | 大会記録                             |
| 2013 | 第97回日本選手権                     | 調布市     | 3位        | 11秒74 | 0.0  | 同着                                 |
| 2013 | 第66回インターハイ                   | 大分市     | 優勝       | 11秒70 | -0.5 |                                      |
| 2013 | 第68回国民体育大会                   | 調布市     | 優勝       | 11秒78 | -0.2 |                                      |
| 2013 | 第6回東アジア大会                    | 天津市     | 4位        | 12秒02 | +0.6 |                                      |
| 2013 | 第29回日本ジュニア選手権             | 名古屋市   | 優勝       | 11秒68 | +0.5 | 大会記録                             |
| 2014 | 第48回織田記念                       | 広島市     | 3位        | 11秒57 | +1.5 |                                      |
| 2014 | ゴールデングランプリ                 | 東京都     | 5位        | 11秒68 | -0.8 |                                      |
| 2014 | 第93回関東学生陸上競技対校選手権大会 | 横浜市     | 優勝       | 11秒59 | +0.7 | 大会記録                             |
| 2014 | 第98回日本選手権                     | 福島市     | 2位        | 11秒72 | -0.3 |                                      |
| 2014 | 第15回世界ジュニア選手権             | ユージーン | 準決勝敗退 | 11秒84 | +0.9 | 3組5着（全体14位）                   |
| 2015 | 第49回織田記念                       | 広島市     | 3位        | 11秒74 | -0.2 |                                      |
| 2015 | 第94回関東学生陸上競技対校選手権大会 | 横浜市     | 優勝       | 11秒72 | +0.2 | 準決勝：11秒59（+0.7、大会タイ記録） |
| 2015 | 第99回日本選手権                     | 新潟市     | 3位        | 11秒83 | -0.3 |                                      |
| 2015 | 第28回ユニバーシアード               | 光州市     | 7位        | 11秒70 | +0.4 | 準決勝：11秒61（+1.8）               |
| 2015 | 第12回トワイライト・ゲームス         | 東京都     | 優勝       | 11秒69 | +0.5 |                                      |
| 2015 | 第84回日本インカレ                   | 大阪市     | 優勝       | 11秒74 | +0.6 |                                      |
| 2015 | 第70回国民体育大会                   | 和歌山市   | 2位        | 11秒69 | +0.3 | 準決勝：11秒56（-0.2）               |
| 2016 | 埼玉県春季記録会                     | 上尾市     | 優勝       | 11秒60 | +0.9 |                                      |
| 2016 | 第50回織田記念                       | 広島市     | 6位        | 12秒07 | -1.8 |                                      |
| 2016 | ゴールデングランプリ                 | 東京都     | 7位        | 11秒94 | -1.7 |                                      |
| 2016 | 第85回日本インカレ                   | 埼玉県     | 2位        | 11秒84 | -0.8 | 準決勝：11秒78（-0.1）               |
| 2019 | 第73回吉岡記念出雲陸上               | 出雲市     | 2位        | 11秒68 | +0.8 |                                      |
| 2019 | 第53回織田記念                       | 広島市     | 3位        | 11秒64 | +1.9 |                                      |
| 2019 | 布勢スプリント                       | 鳥取市     | 優勝       | 11秒55 | +2.2 | 追い風参考 予選：11秒52 (+1.9)       |
| 2019 | 第103回日本陸上                      | 福岡市     | 2位        | 11秒72 | +0.1 | 準決勝：11秒60 (0.0)                 |
| 2019 | 第67回全日本実業団対抗               | 大阪市     | 優勝       | 11秒74 | +0.9 |                                      |

### 200m
| 年   | 大会                                 | 場所       | 結果       | 記録   | 風速 | 備考               |
| ---- | ------------------------------------ | ---------- | ---------- | ------ | ---- | ------------------ |
| 2011 | 第64回インターハイ                   | 北上市     | 4位        | 24秒69 | 0.0  |                    |
| 2013 | 第29回日本ジュニア選手権             | 名古屋市   | 3位        | 24秒34 | +0.6 |                    |
| 2014 | 第30回静岡国際                       | 袋井市     | 4位        | 23秒63 | +1.8 |                    |
| 2014 | 第15回世界ジュニア選手権             | ユージーン | 予選敗退   | 24秒23 | +2.1 | 5組6着（全体22位） |
| 2015 | 第49回織田記念                       | 広島市     | 3位        | 24秒02 | +1.7 |                    |
| 2015 | 第94回関東学生陸上競技対校選手権大会 | 横浜市     | 優勝       | 23秒83 | +2.2 |                    |
| 2015 | 第21回アジア選手権                   | 武漢市     | 8位        | 24秒36 | +0.4 |                    |
| 2015 | 第28回ユニバーシアード               | 光州市     | 準決勝敗退 | 24秒64 | -1.3 | 1組7着（全体20位） |
| 2015 | 第84回日本インカレ                   | 大阪市     | 7位        | 24秒59 | -0.2 |                    |

### 60m （室内）
| 年   | 大会                     | 場所   | 結果 | 記録  | 備考                            |
| ---- | ------------------------ | ------ | ---- | ----- | ------------------------------- |
| 2012 | 日本中華台北交流室内大阪 | 大阪市 | 優勝 | 7秒43 |                                 |
| 2012 | 日本ジュニア室内大阪     | 大阪市 | 優勝 | 7秒47 | 予選：7秒40（室内日本タイ記録） |
| 2013 | 日本中華台北交流室内大阪 | 大阪市 | 優勝 | 7秒42 |                                 |
| 2013 | 日本ジュニア室内大阪     | 大阪市 | 優勝 | 7秒42 | 予選：7秒40（大会タイ記録）     |

### リレー
| 年   | 大会                                 | 場所       | 種目    | 結果       | 記録      | チーム         | 備考                              |
| ---- | ------------------------------------ | ---------- | ------- | ---------- | --------- | -------------- | --------------------------------- |
| 2008 | 第35回全国中学陸上                   | 新潟市     | 4x100mR | 6位        | 50秒08    | 朝霞第一中学校 |                                   |
| 2008 | 第39回ジュニアオリンピック           | 横浜市     | 4x100mR | 優勝       | 47秒57    | 埼玉選抜       | 大会記録、4走                     |
| 2009 | 第36回全国中学陸上                   | 大分市     | 4x100mR | 優勝       | 47秒30    | 朝霞第一中学校 | 中学日本記録、4走                 |
| 2009 | 第40回ジュニアオリンピック           | 横浜市     | 4x100mR | 優勝       | 47秒93    | 埼玉選抜       | 4走                               |
| 2010 | 第37回全国中学陸上                   | 鳥取市     | 4x100mR | 優勝       | 48秒38    | 朝霞第一中学校 | 4走                               |
| 2011 | 第7回世界ユース選手権                | リール     | 1000mMR | 予選敗退   | 2分10秒54 | 日本選抜       | 3走、3組4着                       |
| 2011 | 第64回インターハイ                   | 北上市     | 4x100mR | 3位        | 46秒73    | 埼玉栄高校     | 4走                               |
| 2011 | 第66回国民体育大会                   | 山口市     | 4x100mR | 準決勝敗退 | 52秒31    | 埼玉選抜       | 3走、3組8着                       |
| 2011 | 第5回日本ユース選手権                | 名古屋市   | 4x100mR | 4位        | 47秒42    | 埼玉栄高校     | 4走                               |
| 2011 | 第95回日本選手権リレー               | 横浜市     | 4x100mR | 予選敗退   | 47秒38    | 埼玉栄高校     | 4走、1組7着                       |
| 2012 | 第30回オリンピック                   | ロンドン   | 4x100mR | 予選敗退   | 44秒25    | 日本選抜       | 1走、1組8着（全体15位）           |
| 2012 | 第67回国民体育大会                   | 岐阜市     | 4x100mR | 4位        | 46秒01    | 埼玉選抜       | 4走                               |
| 2012 | 第6回日本ユース選手権                | 名古屋市   | 4x100mR | 優勝       | 46秒50    | 埼玉栄高校     | 大会記録、4走                     |
| 2013 | 第66回インターハイ                   | 大分市     | 4x100mR | 優勝       | 45秒62    | 埼玉栄高校     | 4走、予選：45秒23（高校日本記録） |
| 2013 | 第6回東アジア大会                    | 天津市     | 4x100mR | 2位        | 45秒17    | 日本選抜       | 1走                               |
| 2013 | 第97回日本選手権リレー               | 横浜市     | 4x100mR | 3位        | 46秒06    | 埼玉栄高校     | 4走                               |
| 2014 | ゴールデングランプリ                 | 東京都     | 4x100mR | 優勝       | 43秒74    | 日本選抜A      | 2走                               |
| 2014 | 第93回関東学生陸上競技対校選手権大会 | 横浜市     | 4x100mR | 2位        | 46秒58    | 大東文化大学   | 4走                               |
| 2014 | 第1回世界リレー                      | ナッソー   | 4x100mR | 予選敗退   | 44秒66    | 日本選抜       | 2走、3組6着（全体17位）           |
| 2014 | 第15回世界ジュニア選手権             | ユージーン | 4x100mR | 6位        | 45秒40    | 日本選抜       | 2走                               |
| 2015 | 第2回世界リレー                      | ナッソー   | 4x100mR | 予選失格   | DQ        | 日本選抜       | 2走                               |
| 2015 | ゴールデングランプリ川崎             | 川崎市     | 4x100mR | 2位        | 43秒61    | 日本選抜       | 2走                               |
| 2015 | 第21回アジア選手権                   | 武漢市     | 4x100mR | 2位        | 44秒14    | 日本選抜       | 2走                               |
| 2015 | 第12回トワイライト・ゲームス         | 東京都     | 4x100mR | 優勝       | 45秒86    | 大東文化大学   | 3走                               |
| 2015 | 第84回日本インカレ                   | 大阪市     | 4x100mR | 3位        | 45秒72    | 大東文化大学   | 3走                               |
| 2015 | 第99回日本選手権リレー               | 横浜市     | 4x100mR | 7位        | 45秒75    | 大東文化大学   | 2走                               |
| 2016 | 第95回関東学生陸上競技対校選手権大会 | 横浜市     | 4x100mR | 2位        | 46秒04    | 大東文化大学   | 4走                               |
| 2016 | 第85回日本インカレ                   | 熊谷市     | 4x100mR | 4位        | 45秒77    | 大東文化大学   | 2走                               |

## 自己記録
| 種目  | 結果  | 日付          | 場所            | 備考                      |
| ----- | ----- | ------------- | --------------- | ------------------------- |
| 100 m | 11.43 | 2012年5月13日 | 熊谷市（ 日本） | 高校日本記録、日本歴代7位 |
| 200 m | 23.63 | 2014年5月3日  | 袋井市（ 日本） | 日本歴代8位               |

### 年次記録
|                    | 100m   | 備考                                                         | 200m   | 備考                                        |
| ------------------ | ------ | ------------------------------------------------------------ | ------ | ------------------------------------------- |
| 2008年 （中学1年） | 12秒34 | 中1歴代10位タイ                                              | -      |                                             |
| 2009年 （中学2年） | 11秒89 | 中2歴代2位                                                   | 24秒97 | 中2歴代7位タイ                              |
| 2010年 （中学3年） | 11秒61 | 中学歴代2位                                                  | 24秒45 | 中学歴代6位 中3歴代5位                      |
| 2011年 （高校1年） | 11秒60 | 高1歴代1位                                                   | 24秒37 |                                             |
| 2012年 （高校2年） | 11秒43 | 日本歴代7位タイ ジュニア日本記録 高校記録 ユース日本最高記録 | 23秒83 | 高2歴代3位                                  |
| 2013年 （高校3年） | 11秒59 | 高3歴代2位                                                   | 24秒34 |                                             |
| 2014年 （大学1年） | 11秒57 |                                                              | 23秒63 | 日本歴代9位 学生歴代3位 ジュニア日本歴代4位 |
| 2015年 （大学2年） | 11秒56 | 学生歴代7位タイ                                              | 24秒00 |                                             |
| 2016年 （大学3年） | 11秒60 |                                                              | 24秒30 |                                             |
| 2017年 （大学4年） | 11秒88 |                                                              |        |                                             |
| 2019年             | 11秒52 |                                                              |        |                                             |

## 出演

### スポーツ番組
- SPORTS X（BS朝日）

コーナー「夢を応援!情熱アスリート」に登場
- ビートたけしのスポーツ大将（テレビ朝日）

コーナー「復活！ 暴流闘くんに挑戦」に登場。暴流闘くんと短距離走で対決している。
- 新ジャンクSPORTS（フジテレビ）

### バラエティ
- マツコ&有吉の怒り新党（2014年1月15日、テレビ朝日）

コーナー「新・3大〇〇調査会」にて、「お父さんが撮った娘・土井杏南のぶっちぎりレース」で紹介。